# Maxus
Maxus är ett kinesiskt bilmärke som ingår i SAIC. I Sverige finns endast bilen i eldrivet utförande: Den 7-sitsiga familjebilen Maxus Euniq, transportfordonen E-deliver 3, skåpbilen EV80 och EV80 chassi för montering av påbyggnader.

## Tidslinje
2011: Maxus lanserar sin första bilmodell, V80, för den kinesiska marknaden. Modellen var ursprungligen lanserad av Leyland DAF Vans 2004, men köptes upp av SAIC efter att bolaget fått ekonomiska svårigheter.
2013: Maxus börjar sälja bilar utanför Kina och lanseras i Saudi Arabien och Chile.
2014: Minibussen G10 lanseras.
2016: Pickupen T60 lanseras.
2019: Stadsjeepen Maxus D60 lanseras.
2019: Skåpbilen Maxus V90 lanseras och planeras ersätta V80-modellen.

## Modellprogram
D Series (stadsjeepar)
- Maxus D60 (2019)
  - Maxus EUNIQ 6 eldriven D60 (2019)
- Maxus D90 (2017)

G Series (minibuss)
- Maxus G10 MPV (2014)
  - Maxus RG10 RV utvecklad ur G10 (2019)
  - Maxus EG10 eldriven G10 (2016)
- Maxus G20 (2019)
- Maxus G50 (2018)
  - Maxus EUNIQ 5 eldriven G50 (2019)

T Series (pickuper)
- Maxus T60 (2016)
- Maxus T70 (2019)

Modell V (skåpbilar)
- Maxus EV30 (2018)
- Maxus V80 (2011)
  - Maxus RV80 RV en utveckling av V80 (2016)
  - Maxus EV80 eldriven V80 (2014)
  - Maxus FCV80 förlängd V80
  - Maxus SV62 baserat på V80-chassit
- Maxus V90 (2019)

## Bilder

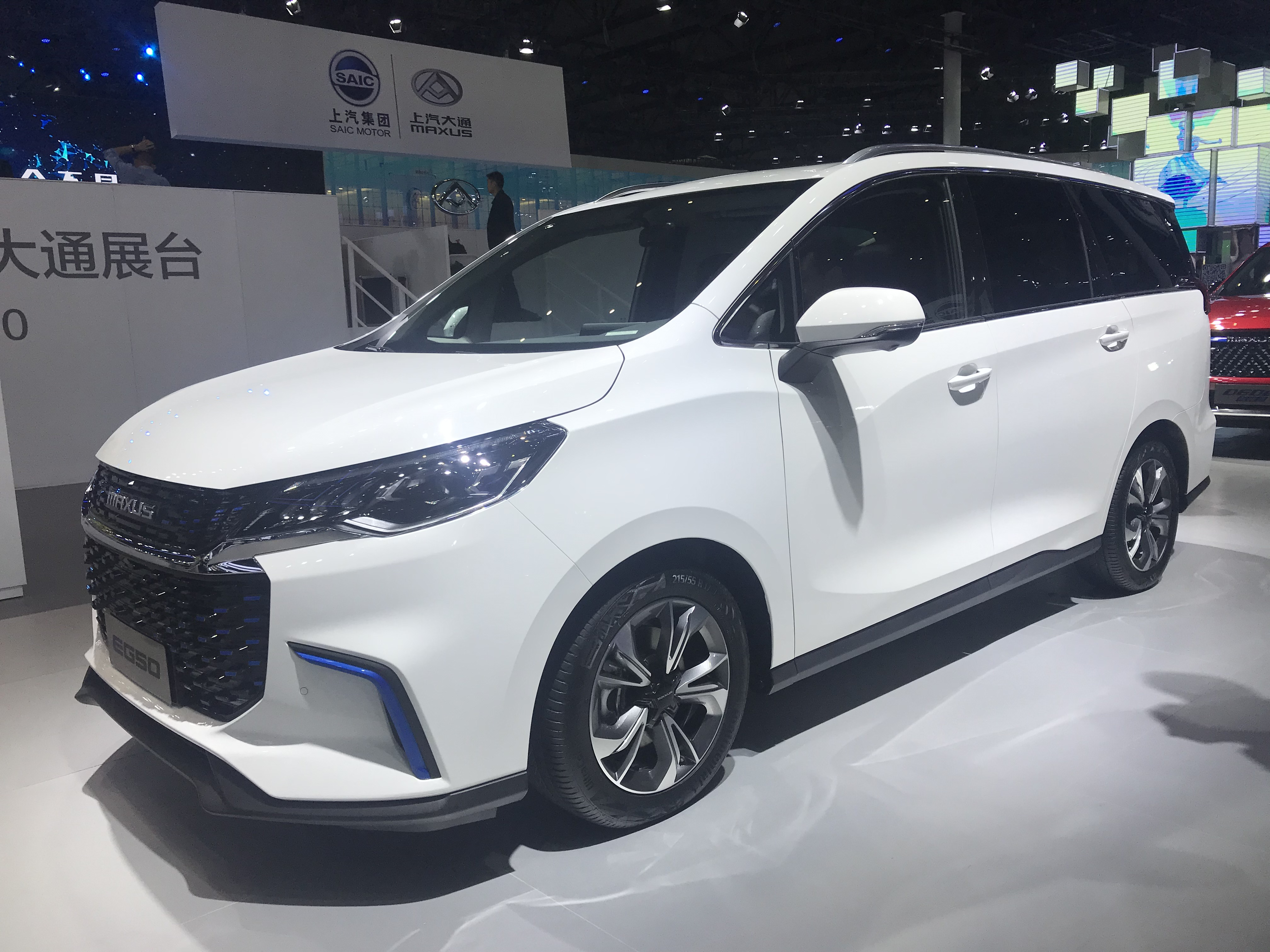
Maxus EG50.
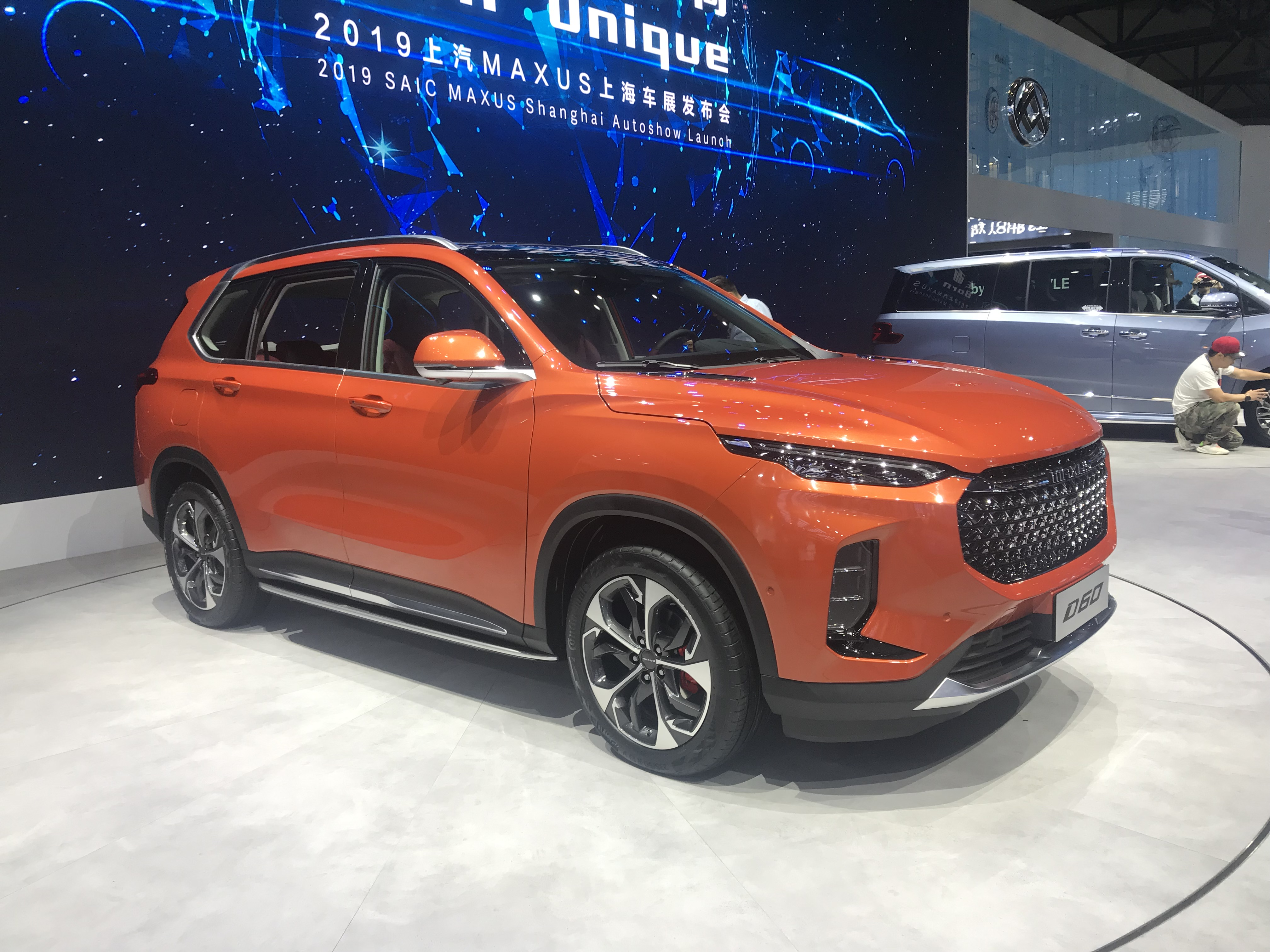
Maxus D60.
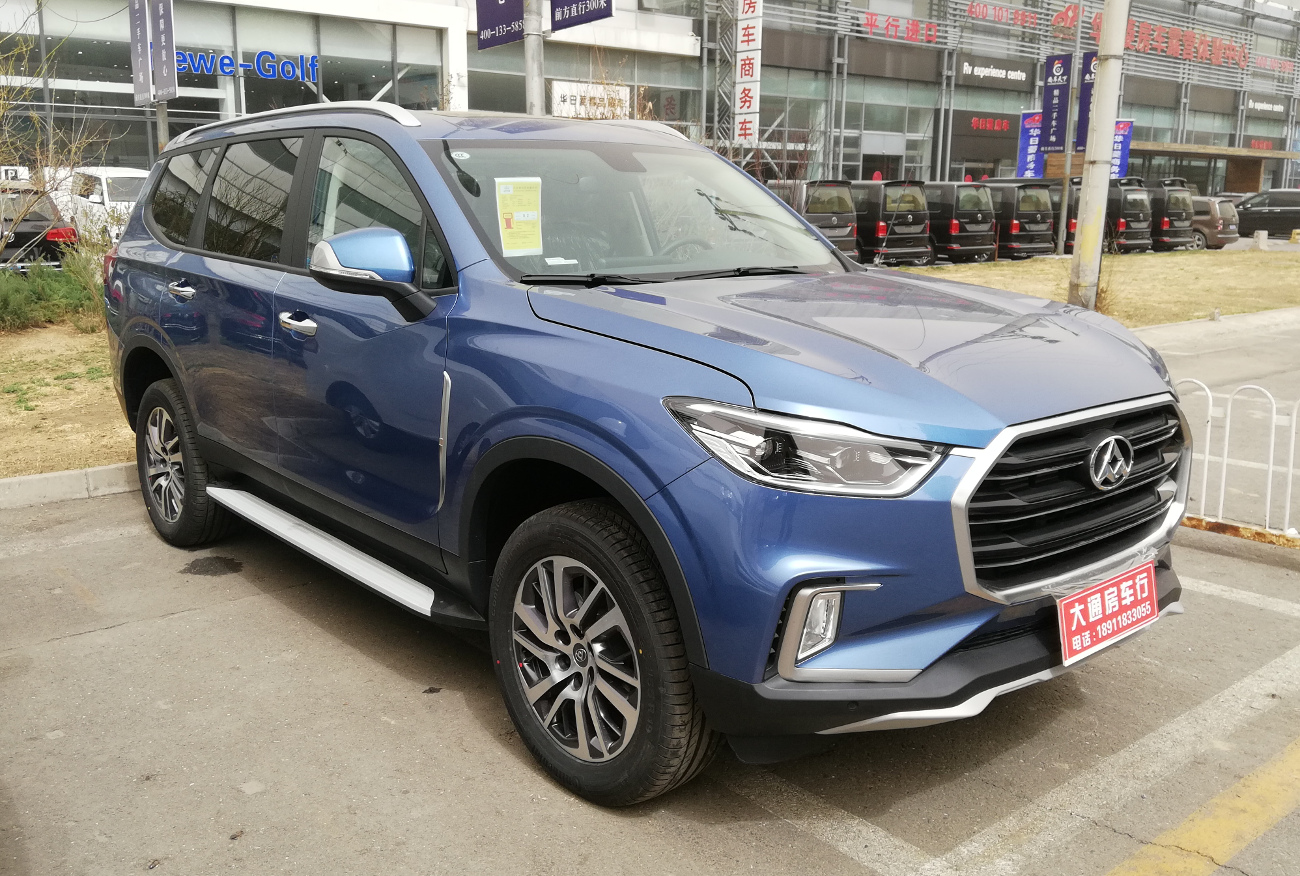
Maxus D90.
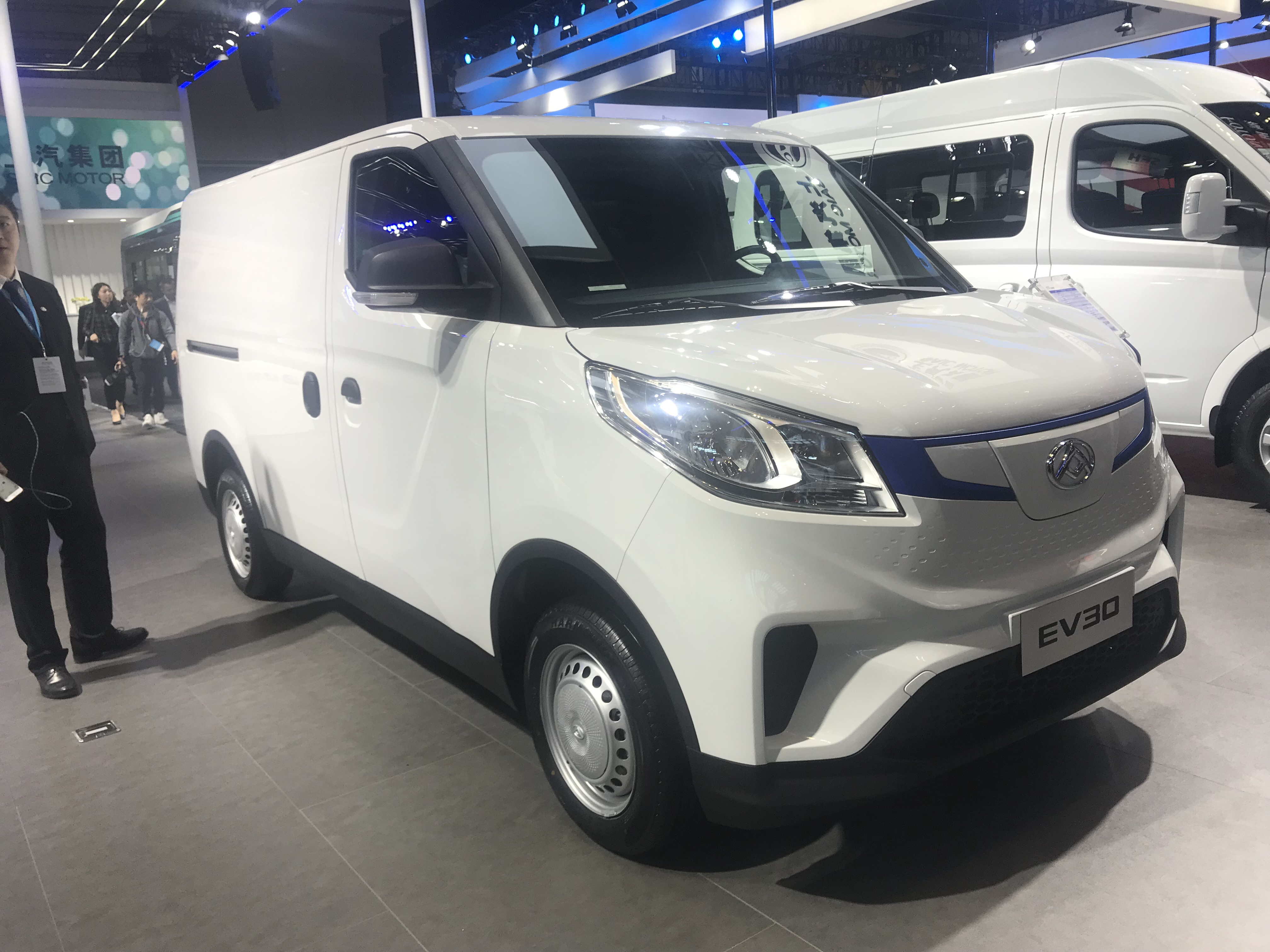
Maxus EV30.
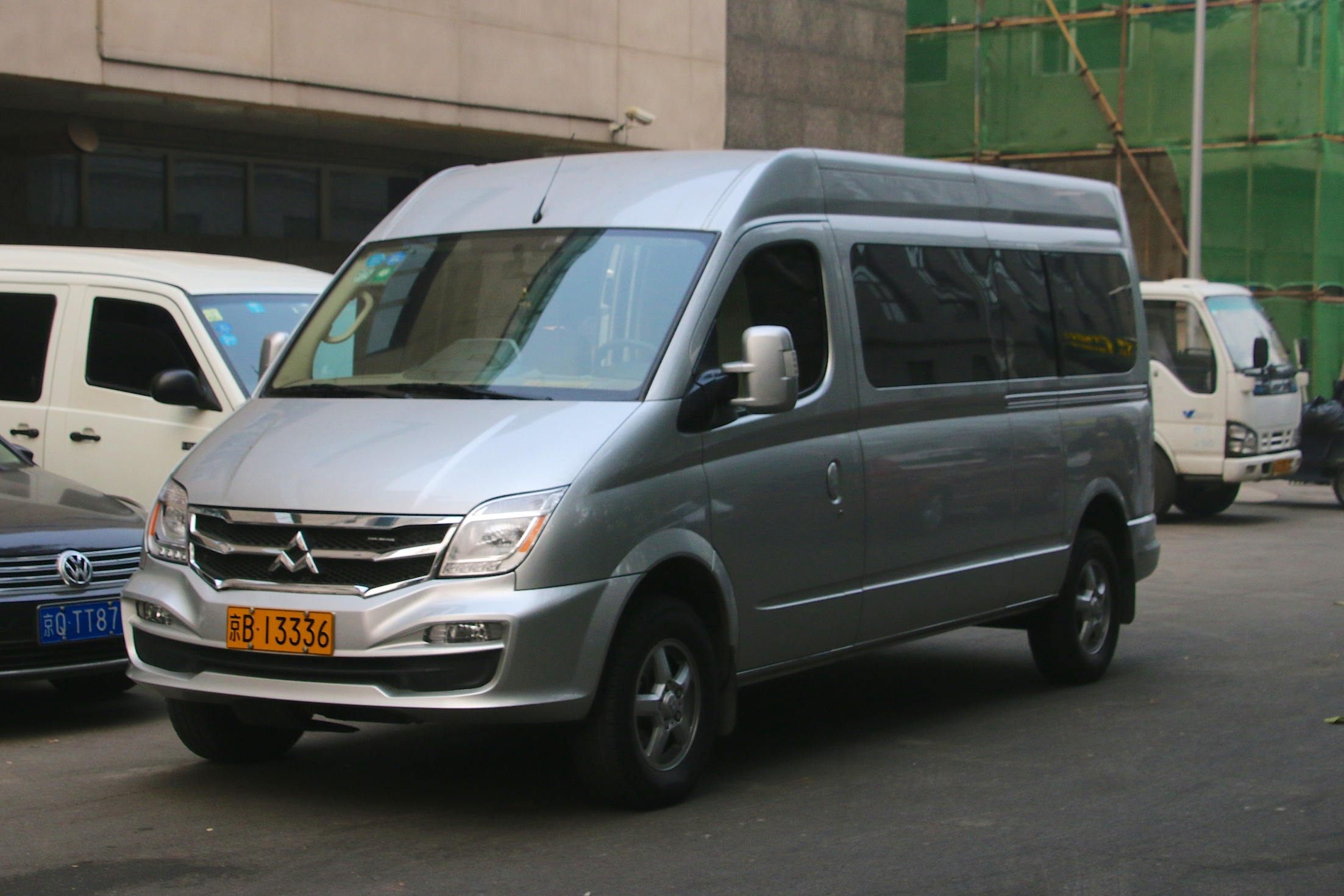
Maxus V80.
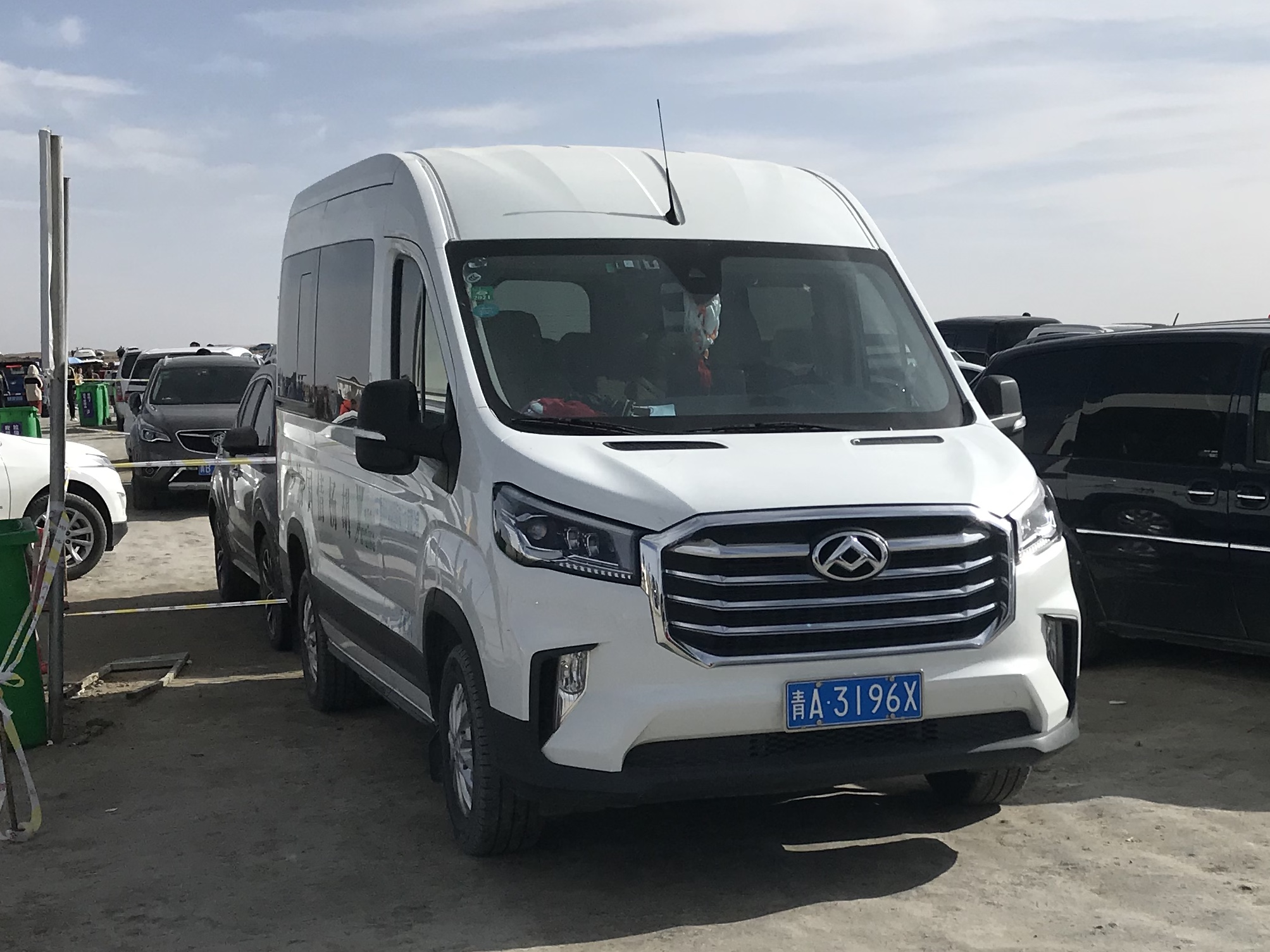
Maxus V90.